# Флоий
| Период  | Серия          | Етаж       | млн. год.   |
| ------- | -------------- | ---------- | ----------- |
| Силур   | Ландъврий      | Руданий    | младши      |
| Ордовик | Горен ордовик  | Хирнантий  | 445,2–443,4 |
| Ордовик | Горен ордовик  | Катий      | 453–445,2   |
| Ордовик | Горен ордовик  | Сандбий    | 458,4–453   |
| Ордовик | Среден ордовик | Дариуилий  | 467,3–458,4 |
| Ордовик | Среден ордовик | Дапингий   | 470–467,3   |
| Ордовик | Долен ордовик  | Флоий      | 477,7–470   |
| Ордовик | Долен ордовик  | Тремадокий | 485,4–477,7 |
| Камбрий | Фуронгий       | Пейбий     | старши      |

Флоий е вторият етаж на ордовик. Той следва тремадокий, с което образува епохата долен ордовик. Флоий предхожда етажа дапингий от среден ордовик. Флоий започва преди 477,7 ± 1,4 и продължава допреди 470 ± 1,4 милиона години. Долната граница се определя като първата поява на граптолита Tetragraptus approximatus.
Флоий е кръстен на селото Фло в Вестергьотланд, южна Швеция. Името „Флоан“ е предложено през 2004 г., но Международната комисия по стратиграфия го адаптира на Флоий (Floian), както е официалното име на етажа.
GSSP на флоий е Diabasbrottet Quarry (58.3589 ° с.ш. 12.5024 ° E), което е оголване на шисто-доминирана стратиграфска последователност. Долната граница на флоий се дефинира като първата поява на Tetragraptus approximatus, което е над основата на Tøyen Shale. Радиометричното датиране на границата тремадокий-флоий е определена на 477.7 ± 1.4 млн. години.